# 알호세이마

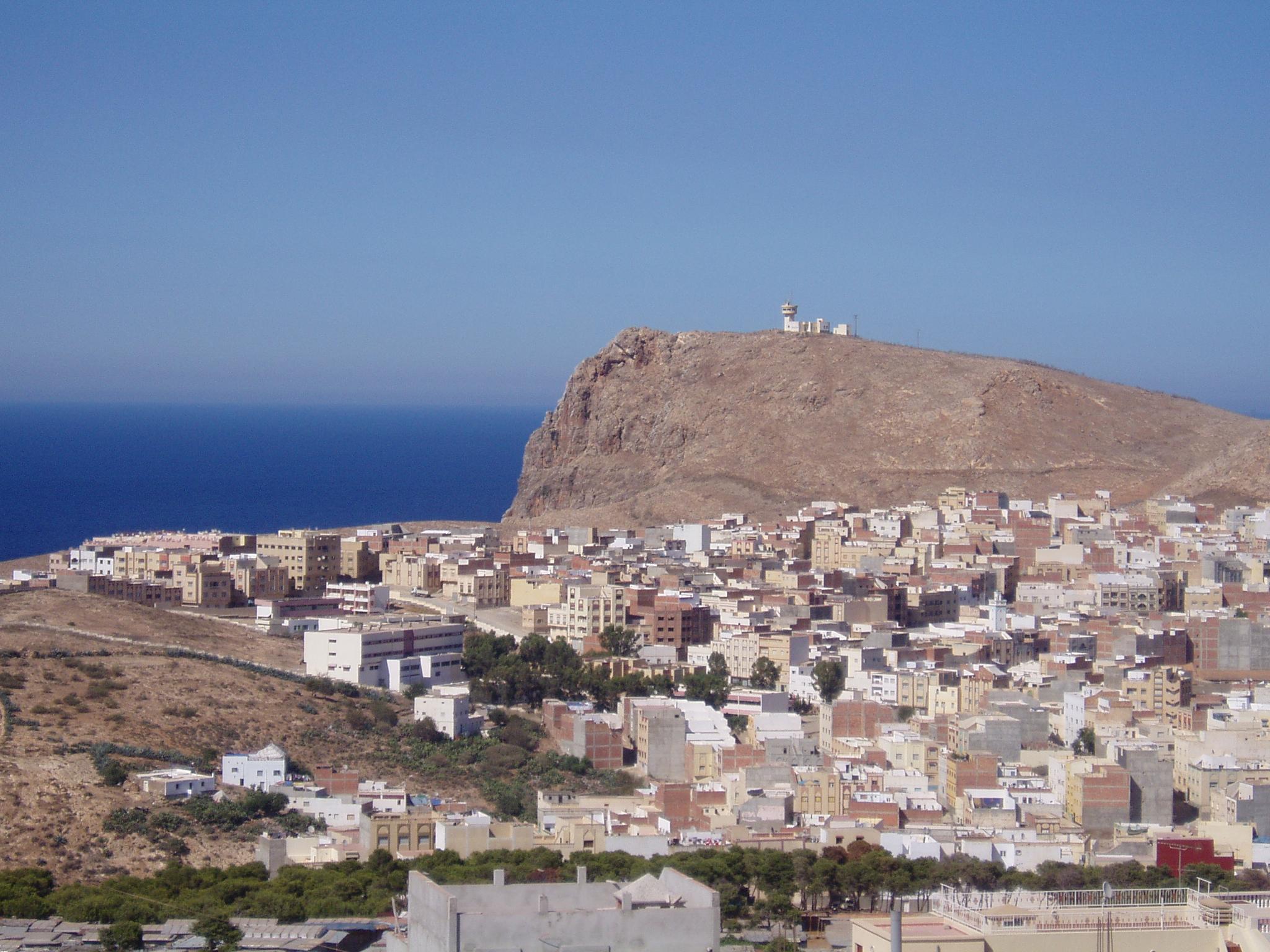
알호세이마

알호세이마(아랍어: الحسيمة, Al Hoceima)는 모로코 북부에 위치한 도시로, 타자알호세이마타우나트 지방의 행정 중심지이며 인구는 395,644명(2004년 기준)이다.
이 도시는 1925년에 신설되었다. 1994년 5월 26일에 일어난 진도 규모 6.0에 달하는 지진과 2004년 2월 24일에 일어난 진도 규모 6.4에 달하는 지진으로 인해 큰 피해를 입었다.

## 같이 보기
- 스페인령 모로코